# Max Ludwig (Bobfahrer)
August Max Otto Ludwig (* 22. April 1896 in Halle (Saale); † 26. September 1957 in Berlin) war ein deutscher Bobfahrer.

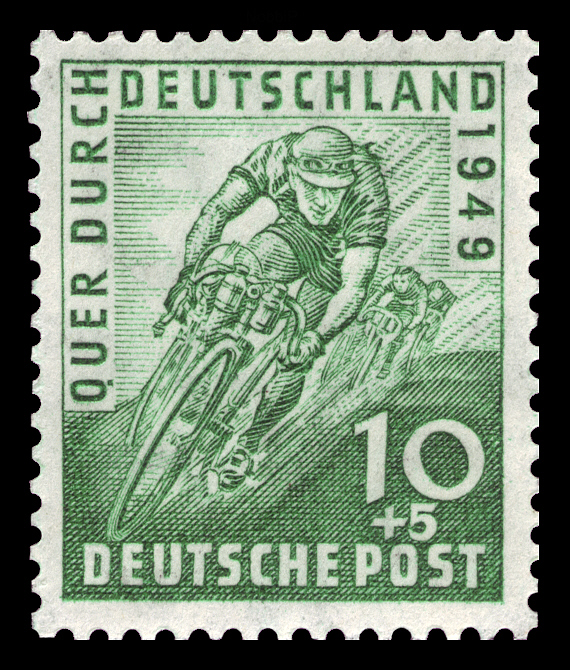
Briefmarke nach dem Motiv von Max Ludwig

Max Ludwig wurde 1931 im Zweierbob mit Werner Huth Deutscher Meister. Bei den III. Olympischen Winterspielen 1932 in Lake Placid gewann er im Viererbob mit Hanns Kilian, Hans Mehlhorn und Sebastian Huber die Bronzemedaille. Im Zweierbob belegte er mit Werner Huth den siebten Platz.
Neben und nach seiner Sportlerkarriere war er auch als Maler und Zeichner tätig. Unter anderem lieferte er das Motiv für eine Briefmarke, die von Max Bittrof gestaltet wurde.